# 콜로멘스카야역
콜로멘스카야역(러시아어: Коломенская)은 모스크바 지하철 자모스크보레츠카야 선의 역이다.

## 역사
콜로멘스카야 역은 1969년 8월 11일에 개장했다. 역명은 역 인근에 위치한 콜로멘스코예 박물관과 공원에서 유래한 것이다.

## 구조
지상 로비는 존재하지 않고, 안드로포프와 나가티니 거리로 가는 지하 통로와 "Orbit" 영화관이 있다. 본 역은 두 개의 출입구가 있다.

## 디자인
역관의 팔각 기둥에는 회색 대리석이 장식되어 있고 바닥에는 중앙에 붉은 화강암, 측면에는 회색 화강암이 리벳으로 되어 있다. 선로 벽면은 밑면에 회색 대리석으로 된 줄무늬가 있는 노란색 세라믹 타일을 마주하고 있다. 본 역에는 어떠한 모티브가 시작되었는지를 주제로 한 동판화가 장식되어 있다(조각가: E.레이디긴).

## 역 주변
역의 건설은 주변에 지어진 아파트 단지들이 역과 동시대적이어서 소비에트 도시 발전의 전형적인 예를 보여주고 있다. 위치한 지역과 나가티노가 본 역이 건설되기 불과 몇 년 전부터 모스크바의 일부가 되었다. 그래서, 압토자보츠카야 역에서 출발한 선로의 일부는 지상을 지나가게 되고, 새로운 구간과 동시에 개통된 나가틴스키 지하철교 위의 모스크바강을 건너간다.